# Campeonato Mundial de Ginástica Artística de 1989
O XXV Campeonato Mundial de Ginástica Artística transcorreu entre os dias 14 e 22 de outubro de 1989, na cidade de Stuttgart, Alemanha Ocidental (atualmente Alemanha).

## Eventos
- Individual geral masculino
- Equipes masculino
- Solo masculino
- Barra fixa
- Barras paralelas
- Cavalo com alças
- Argolas
- Salto sobre a mesa masculino
- Individual geral feminino
- Equipes feminino
- Trave
- Solo feminino
- Barras assimétricas
- Salto sobre a mesa feminino

## Medalhistas
Masculino
| Evento           | Ouro | Prata | Bronze                                                                                        |
| Equipes          | Igor Korobchinsky · Vladimir Artemov · Valentin Mogilny · Vitaly Marinich · Valery Belenky · Vladimir Novikov · União Soviética · (587,250) | Andreas Wecker · Sven Tippelt · Sylvio Kroll · Jorg Behrend · Jens Milbradt · Enrico Ambros · Alemanha Oriental · (580,850) | Li Chunyang · Li Jing · Ma Zheng · Li Ge · Guo Linxiang · Wang Chongsheng · China · (579,300) |
| Individual geral | Igor Korobchinsky · União Soviética · (59,250)                                                                                              | Valentin Mogilny · União Soviética · (59,150)                                                                               | Li Jing · China · (58,800)                                                                    |
| Salto            | Jorg Behrend · Alemanha Oriental · (9,881)                                                                                                  | Sylvio Kroll · Alemanha Oriental · (9,874)                                                                                  | Vladimir Artemov · União Soviética · (9,868)                                                  |
| Solo             | Igor Korobchinsky · União Soviética · (9,937)                                                                                               | Vladimir Artemov · União Soviética · (9,875)                                                                                | Li Chunyang · China · (9,850)                                                                 |
| Cavalo com alças | Valentin Mogilny · União Soviética · (10,000)                                                                                               | Andreas Wecker · Alemanha Oriental · (9,962)                                                                                | Li Jing · China · (9,937)                                                                     |
| Barras paralelas | Vladimir Artemov · União Soviética · Li Jing · China · (9,900)                                                                              | nenhum | Andreas Wecker · Alemanha Oriental · (9,887)                                                  |
| Argolas          | Andreas Aguilar · Alemanha Ocidental · (9,875)                                                                                              | Andreas Wecker · Alemanha Oriental · (9,862)                                                                                | Vitaly Marinich · União Soviética · Juri Chechi · Itália · (9,812)                            |
| Barra fixa       | Li Chunyang · China · (9,950) | Vladimir Artemov · União Soviética · (9,900)                                                                                | Mitsuaki Watanabe · Japão · (9,875)                                                           |

Feminino
| Evento              | Ouro | Prata | Bronze                                                                                |
| Equipes             | Svetlana Baitova · Svetlana Boginskaya · Olesya Dudnik · Natalia Laschenova · Elena Sazonenkova · Olga Strazheva · União Soviética · (396,793) | Cristina Bontaş · Aurelia Dobre · Lăcrămioara Filip · Eugenia Popa · Gabriela Potorac · Daniela Silivaş · Roménia · (394,931) | Chen Cuiting · Fan Di · Li Yan · Ma Ying · Wang Wenjing · Yang Bo · China · (392,116) |
| Individual geral    | Svetlana Boginskaya · União Soviética · (39,900)                                                                                               | Natalia Lashchenova · União Soviética · (39,862)                                                                              | Olga Strazheva · União Soviética · (39,774)                                           |
| Salto               | Olesya Dudnik · União Soviética · (9,987) | Brandy Johnson · Estados Unidos · Cristina Bontaş · Roménia · (9,950)                                                         | nenhum                                                                                |
| Solo                | Daniela Silivaş · Roménia · Svetlana Boginskaya · União Soviética · (10,000)                                                                   | nenhum | Cristina Bontaş · Roménia · (9,962)                                                   |
| Trave               | Daniela Silivaş · Roménia · (9,950) | Olesya Dudnik · União Soviética · (9,937)                                                                                     | Gabriela Potorac · Roménia · (9,887)                                                  |
| Barras assimétricas | Fan Di · China · Daniela Silivaş · Roménia · (10,000)                                                                                          | nenhum | Olga Strazheva · União Soviética · (9,975)                                            |

## Quadro de medalhas
| Ordem | País              | Medalha de ouro | Medalha de prata | Medalha de bronze |    |
| ----- | ----------------- | --------------- | ---------------- | ----------------- | -- |
| 1     | União Soviética   | 9               | 5                | 4                 | 18 |
| 2     | Roménia           | 3               | 2                | 2                 | 7  |
| 3     | China             | 3               |                  | 5                 | 8  |
| 4     | Alemanha Oriental | 1               | 4                | 1                 | 6  |
| 5     | Alemanha          | 1               |                  |                   | 1  |
| 6     | Estados Unidos    |                 |                  | 1                 | 1  |
| 6     | Itália            |                 |                  | 1                 | 1  |
| 6     | Japão             |                 |                  | 1                 | 1  |
| TOTAL | TOTAL             | 16              | 11               | 14                | 43 |